# Ебергард Шендель
Ебергард Шендель (нім. Eberhard Schendel; 6 червня 1920, Гольмсдорф — 21 квітня 1945, Атлантичний океан) — німецький офіцер-підводник, оберлейтенант-цур-зее крігсмаріне.

## Біографія
1 грудня 1939 року вступив на флот. З 5 травня 1942 року — 2-й, з червня 1943 року — 1-й вахтовий офіцер на підводному човні U-758. З листопада 1943 по лютий 1944 року пройшов курс командира човна. З 15 лютого 1944 року — командир U-636, на якому здійснив 8 походів (разом 190 днів у морі). 21 квітня 1945 року U-636 був потоплений в Північній Атлантиці північно-західніше Ірландії (55°50′ пн. ш. 10°31′ зх. д.) глибинними бомбами британських фрегатів «Базлі», «Друрі» та «Бентінк». Всі 42 членів екіпажу загинули.

## Звання
- Кандидат в офіцери (1 грудня 1939)
- Морський кадет (1 травня 1940)
- Фенріх-цур-зее (1 листопада 1940)
- Оберфенріх-цур-зее (1 листопада 1941)
- Лейтенант-цур-зее (1 травня 1942)
- Оберлейтенант-цур-зее (1 грудня 1943)